# Stenocidnus
Stenocidnus är ett släkte av skalbaggar. Stenocidnus ingår i familjen långhorningar.
Kladogram enligt Catalogue of Life:
| Stenocidnus | \| \| Stenocidnus flavicans \| \| \| \| \| \| Stenocidnus flavosignatus \| \| \| \| |
|             | \| \| Stenocidnus flavicans \| \| \| \| \| \| Stenocidnus flavosignatus \| \| \| \| |
|             | Stenocidnus flavicans                                                               |
|             |                                                                                     |
|             | Stenocidnus flavosignatus                                                           |
|             |                                                                                     |